# Titularbistum Pandosia
Pandosia (ital.: Anglona) ist ein Titularbistum der römisch-katholischen Kirche. Es geht zurück auf einen Bischofssitz in der Stadt Pandosia, die sich in der italienischen Region Basilikata befand. 
| Titularbischöfe von Pandosia |                                                                    |                                    |                  |                  |
| Nr.                          | Name                                                               | Amt                                | von              | bis              |
| 1                            | Andrea Cordero Lanza di Montezemolo Titularerzbischof pro hac vice | Apostolischer Nuntius              | 5. April 1977    | 13. April 1991   |
| 2                            | Carles Soler Perdigó                                               | Weihbischof in Barcelona (Spanien) | 16. Juli 1991    | 30. Oktober 2001 |
| 3                            | Giuseppe Pinto Titularerzbischof pro hac vice                      | Apostolischer Nuntius              | 4. Dezember 2001 |                  |